# لیویا د پائولیس
لیویا د پائولیس (ایتالیایی: Livia De Paolis) بازیگر، فیلم‌نامه‌نویس و تهیه‌کننده فیلم اهل ایتالیا است.
از فیلم‌ها یا مجموعه‌های تلویزیونی که وی در آن‌ها نقش داشته‌است، می‌توان به اموتیکون ;) اشاره نمود.